# Näsbyn, Kalix
Näsbyn är ett bostadsområde i Kalix kommun i närheten av centrum. Området består av postnumren 952 61, 952 62 och 952 63. Antalet boende i området som var över 16 år i juni 2024 uppgick till 1850 personer.

## Näringsliv
Inom området finns det för närvarande en matvarubutik, Ica Näsbyn. Affären har funnits minst sedan 1980-talet, och har tidigare hetat Safiren, vilket många ortsbor fortfarande kallar den. Det finns även en liten mindre livsmedelsbutik, Handlar'n Näsbyn, även känd som Snurran, vilken försöker ha ett lite annorlunda sortiment. Området har även två pizzerior.
Ett postkontor har funnits i Näsbyn fram till år 1990.

## Motion och fritidsaktiviteter
På Näsbyängarna finns tre fotbollsplaner som IFK Kalix har hand om.
Kalix Sportcity finns i området, och innehåller gym, sporthall och badhus. Vattengympa brukar flitigt anordnas.
På Näsbyn finns ortens konstfrusna bandybana Kalix IP och ishallen Part Arena som ligger intill varandra. Kalix IP är hemarena för Kalix Bandy och Part Arena är hemarena för Kalix HC.
Nystadsparken är en uteplats intill det gamla flygfältet som har rustats upp. Där finns en lekpark och uteplats med vindskydd samt en cykelbana. På vintern finns även en belyst isbana. 

## Skola
Näsbyskolan har klasser från förskoleklass till årskurs 6. Kalix folkhögskola som har funnits sedan år 1939 samt Innovitaskolan(F-9) erbjuder också utbildning.

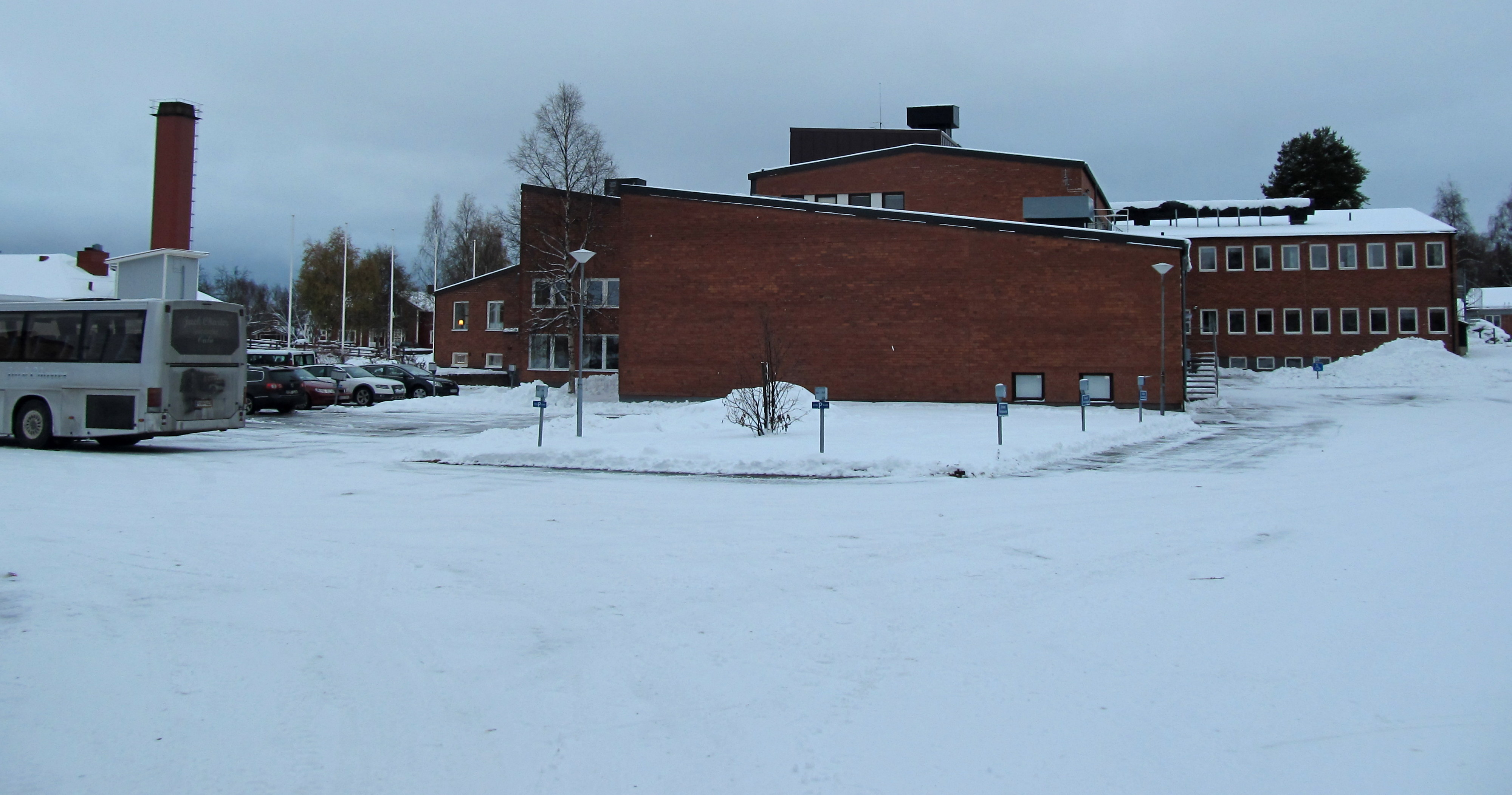
Huvudbyggnaden för Kalix folkhögskola, år 2013.

## Äldreboende
I Näsbyn finns Näsbygården, som är ett särskilt boende med 52 lägenheter. Boendet drivs av Kalix kommuns socialförvaltning. 

## Religion
Numera finns det inga aktiva kyrkobyggnader i området. Omkring 2010 lades Näsby kyrka ner, och såldes och är numera privatägd. Ett bönhus har tidigare funnits i Näsbyn.

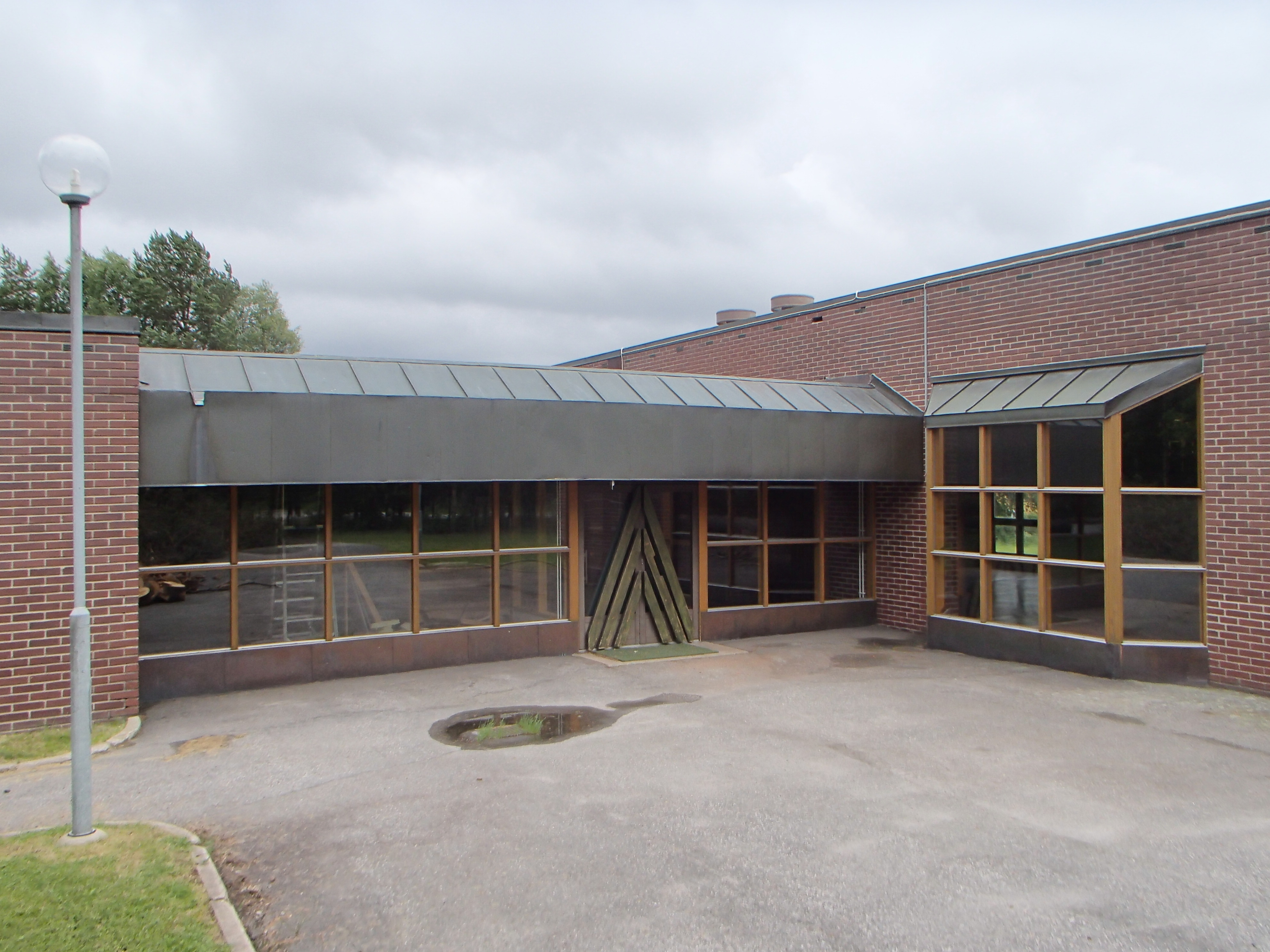
Näsby kyrka.
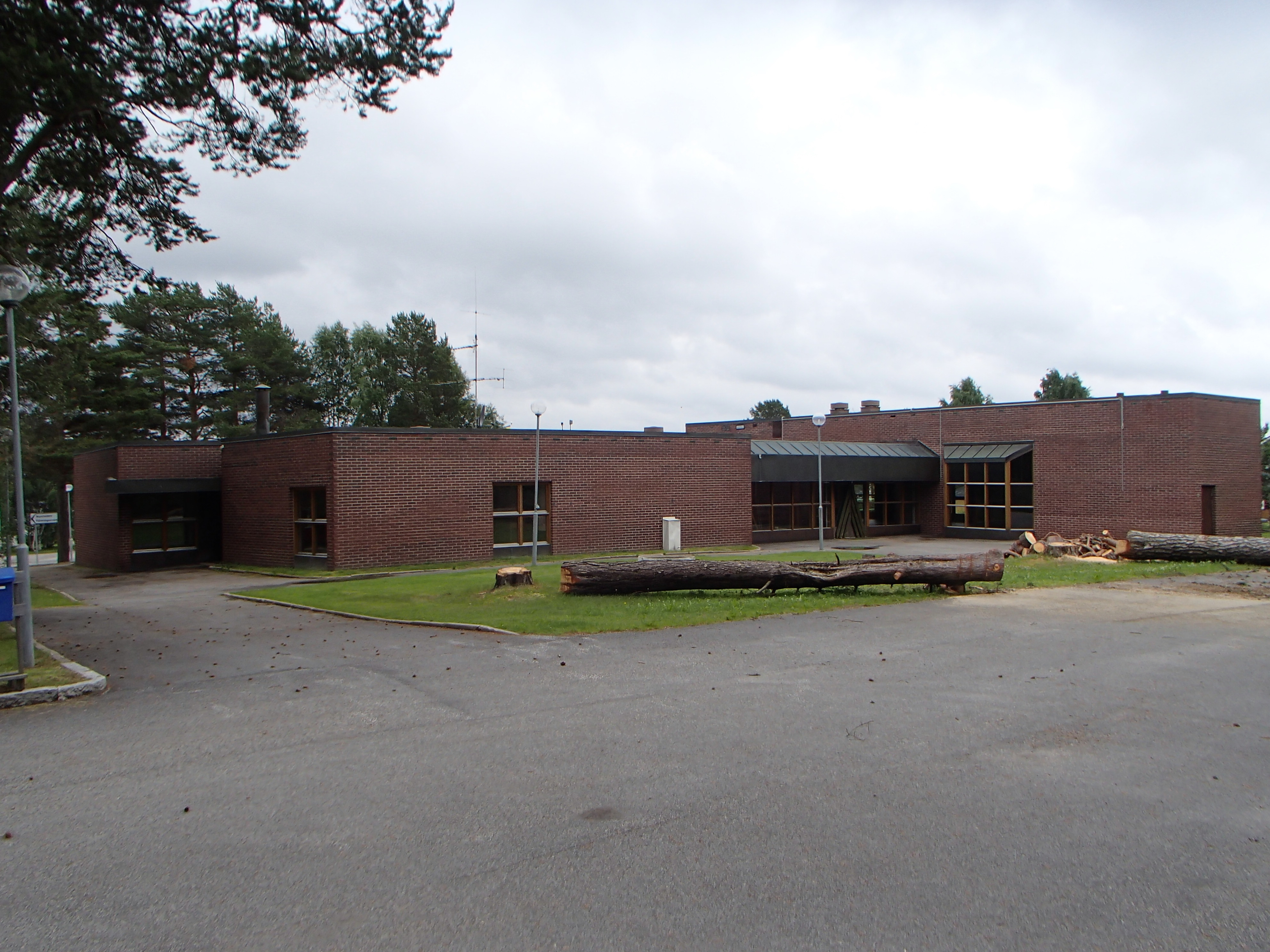
Näsby kyrka.
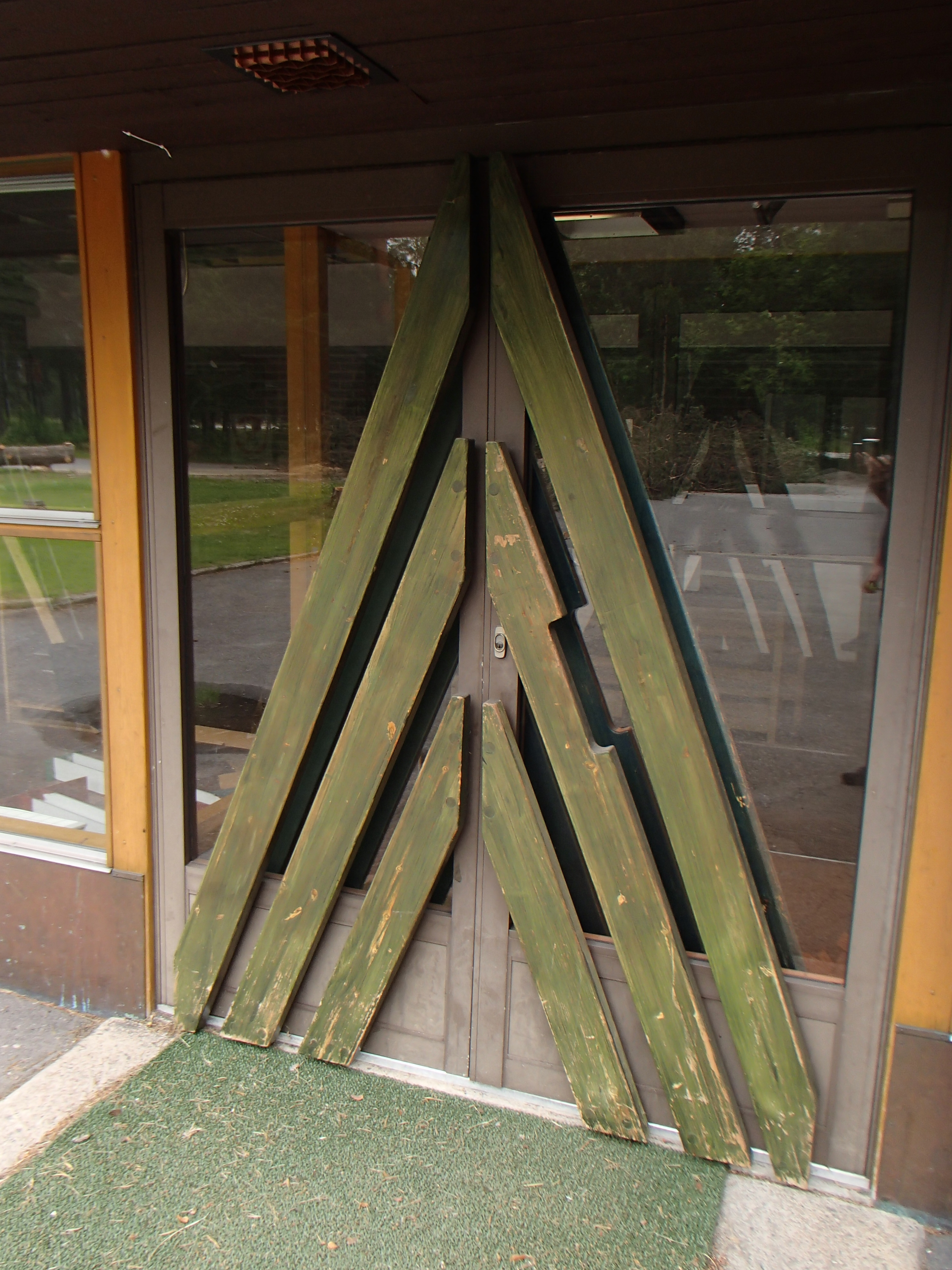
Ingången till Näsby kyrka.

## Historia

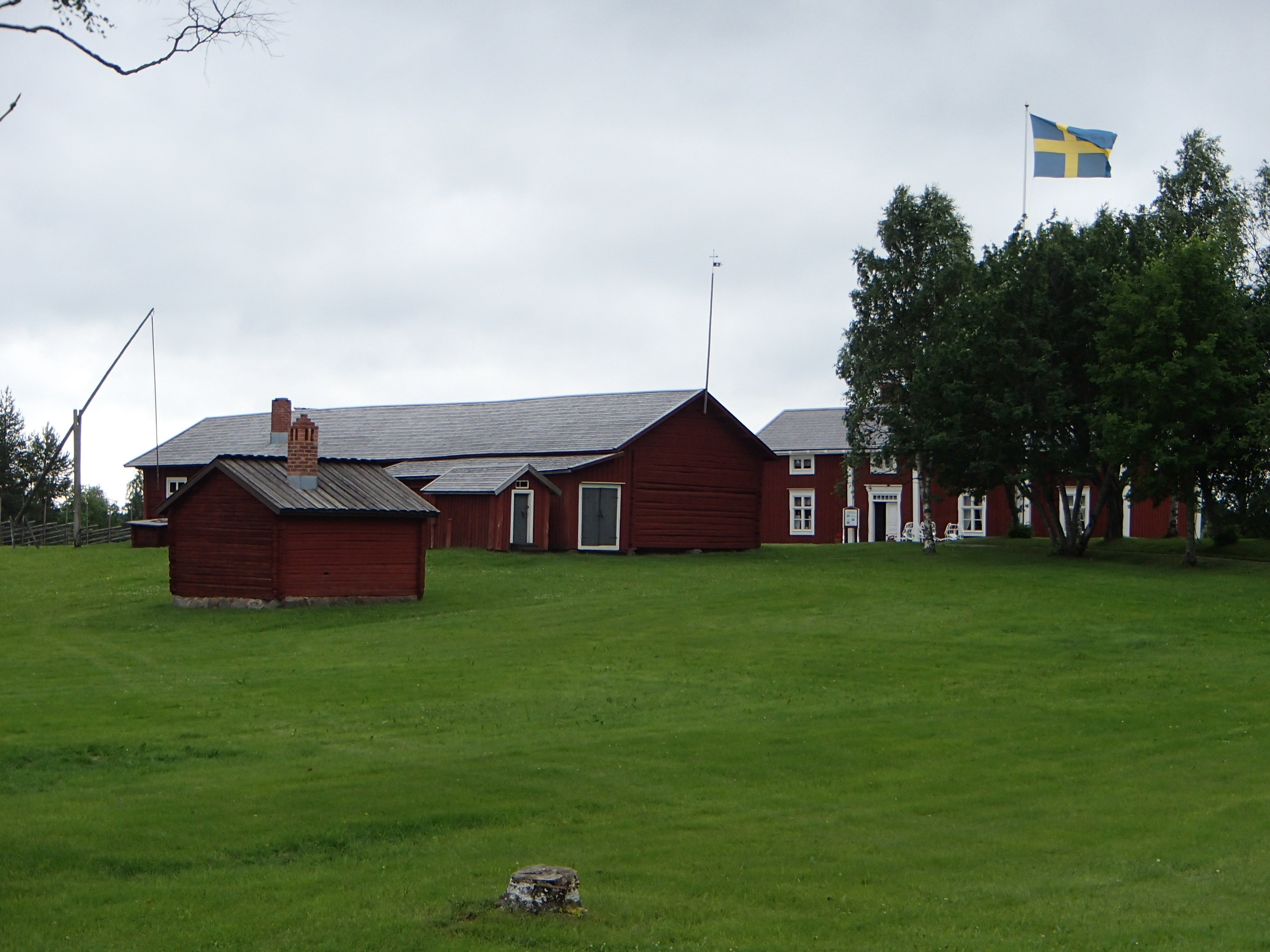
Englundsgården i Kalix.

Englundsgården i Näsbyn är en bevarad storbondgård från 1600-talet som idag är ett museum, med guidade visningar sommartid.  
Näsbyns folkskola fanns här, byggd på 1920-talet av företaget SA Englund, grundad av Sven Albert Englund som var född i Näsbyn år 1892.
Det finns en sten som restes av kommunen 1983 på området vid det som kallades för Näsbyheds övningsplats: "Näsbyhed övningsplats för bygdens fotfolk indelta och beväring från urminnes tid till 1883" står det att läsa på stenen. Där hade aktiviteter pågått omkring minst 200 år.

### Kalix flygfält

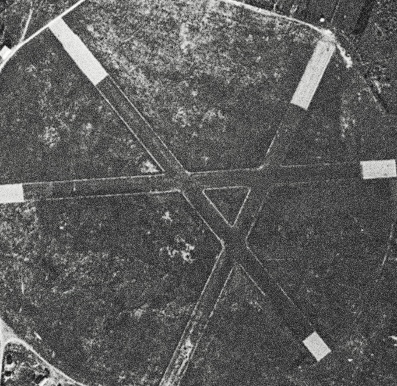
Flygfoto av Kalix flygfält omkring slutet av 1930-talet/början av 40-talet.

Förr i tiden fanns Kalix flygfält på området, ett flygfält som sedan övertogs av militären, men som sedan länge är nedlagt. Biltävlingar och travtävlingar har hållits på de gamla flygbanorna. Asfaltrester från de gamla flygbanorna finns kvar ännu under 2020-talet, och även en av de gamla hangarerna. En gata i området, Flygfältsvägen, är uppkallat efter flygfältet. 

### Befolkningsutveckling
År 2020 uppgick befolkningen över 16 år till 1832 st, och 2024 till 1850 st.